# Samhain (groupe)
Pour les articles homonymes, voir Samain.
Samhain est un groupe d'horror punk américain, originaire du New Jersey. Il est formé par Glenn Danzig en 1983, après la fin du groupe The Misfits la même année. Le groupe est connu pour avoir beaucoup influencé Metallica à ses debuts. En 1987, sous l'influence du producteur Rick Rubin, le groupe change de nom et d'orientation musicale pour devenir Danzig.

## Biographie
Glenn Danzig voulait à l'origine faire de Samhain un projet parallèle avec Eerie Von. Après la séparation des Misfits, Samhain devient un groupe à plein temps. Samhain reste populaire dans la carrière de Danzig durant sa période transitionnelle entre le punk rock des Misfits et le style sombre axé heavy metal et blues de Danzig. Samhain et son successeur, Danzig, utilisent la même image du squelette cornu dessiné à l'origine par Michael Golden pour la couverture de la huitième édition du comic book The Saga of Crystar (1984), publiée par Marvel Comics.
Danzig emprunte le nom du groupe de Samain, fête religieuse qui célèbre le début de la saison « sombre » de l’année celtique.
Les paroles de Samhain sont bien plus sombres que celles des Misfits, dont les thèmes sont ancrés dans le paganisme et l'occulte, puis finalement les horreurs de la réalité, comparées aux goules et fantômes cartoonesques des Misfits. Samhain compte deux albums et un EP durant ses trois ans d'activités. Danzig explique avoir écrit deux chansons (Death Comes Ripping et Bloodfeast) dans l'intention de les utiliser pour le premier album de Samhain, mais les enregistrera plutôt avec les Misfits pour l'album Earth A.D./Wolfs Blood.
En 1986, Samhain est signé par Rick Rubin à son label Def American Recordings. Rubin souhaitait au départ seulement signer Danzig. Il espérait assembler un « super-groupe » avec un chanteur talentueux en avant, mais Danzig refusera cet accord, à moins que le bassiste Eerie Von ne reste au sein du nouveau groupe. En 1990, le dernier album de Samhain, Final Descent, est publié. les chansons de l'album sont enregistrées en live entre 1986 et 1990, la chanson Death...In Its Arms étant enregistrée par le groupe Danzig, aux côtés du batteur Chuck Biscuits pendant les sessions de Danzig II: Lucifuge.

## Reformations
Une petite reformation a eu lieu en 1999, avec Glenn Danzig au chant, Steve Zing à la basse, Todd Youth à la guitare, et London May à la batterie.

## Membres
- Glenn Danzig - chant (1983–1987)
- Eerie Von - batterie (1983), basse (1983–1987)
- Steve Zing - batterie (1983–1985)
- Brian Baker - guitare (1983)
- Lyle Preslar - guitare (1984)
- Damien] - guitare (1984–1985)
- London May - batterie (1985–1987)
- John Christ - guitare (1987)

## Discographie
- 1984 : Initium
- 1985 : Unholy Passion (EP)
- 1986 : November-Coming-Fire
- 1990 : Final Descent (réédité en 2000)
- 2000 : Box Set
- 2001 : Samhain Live '85-'86